# Сектор (Mortal Kombat)
Сектор (англ. Sektor; кодовое имя — LK-9T9) — персонаж франшизы Mortal Kombat, дебютировавший в третьей части серии. По сюжету игры он — первый кибернетический ниндзя, созданный кланом Лин Куэй с целью выследить и убить своего бывшего союзника Саб-Зиро.

## История создания
Изначально в Mortal Kombat 3 должен был появиться один персонаж Кибер-ниндзя, но потом создатели решили увеличить количество роботов в игре и перекрасили изначальный спрайт в разные цвета. До того как Сектор получил своё окончательное имя, разработчики прозвали его «Кетчупом» из-за красной расцветки. Его дизайн вдохновлён Бобой Феттом и Хищником.

## Появления
Сектор дебютировал в Mortal Kombat 3. Он является членом клана Лин Куэй вместе с Саб-Зиро, Сайраксом и Смоуком. Клан проводит кибернетизацию своих бойцов. Саб-Зиро отказывается участвовать в программе, поэтому Сектору вместе с Сайраксом поручено выследить и убить своего бывшего союзника. Сектор появляется как секретный персонаж в Mortal Kombat Gold. Вплоть до Mortal Kombat: Armageddon персонаж не появлялся в играх.
В перезагрузке серии 2011 года он предстаёт как китайский член клана Лин Куэй, который вместе с Сайраксом участвует в турнире Mortal Kombat (с англ. — «Смертельная битва»), организатором которого выступает Шан Цзун. Колдун щедро платит за то, чтобы они соревновались и убивали бойцов Земного Царства. Сектор горячо поддерживает план Лин Куэй по роботизации своих членов, а Сайракс наоборот. Они дерутся после того, как Сайракс отказывается убить Джонни Кейджа в бою. Во время второго этапа турнира уже кибернетизированный Сектор пытается похитить Смоука, но его останавливает Рейдэн. Однако в отличие от сюжетной линии оригинальных частей роботам удаётся насильственно обратить Саб-Зиро. Когда Шао Кан начинает вторжение в Земное Царство, Сектор и другие киборги клана Лин Куэй помогают ему, но впоследствии терпят поражение от Ночного Волка.
В Mortal Kombat 11 Сектор не является игровым персонажем, но участвует в сюжетном режиме. Киберармия Лин Куэй возрождена хранительницей времени Кроникой. К ним присоединяется бывшая ученица Саб-Зиро, Фрост, также прошедшая программу. Он, Сайракс и Фрост при поддержке Нуба Сайбота похищают других воинов клана и насильно роботизируют их. Узнав о том, что они сделали, Саб-Зиро и Ханзо Хасаши (Скорпион) прибывают на фабрику Кибер-Лин Куэй, чтобы уничтожить её. Сектора вновь убивают, однако его тело используется союзниками Кроники для атаки на силы Спецназа.
В Mortal Kombat 1 появляется в качестве камео-персонажа, в сюжете не участвует. Женская версия Сектора появляется в аддоне Khaos Reigns как один из центральных персонажей дополнения.
Сектор появляется в одном из эпизодов веб-сериала Mortal Kombat: Legacy 2011 года. Его играет Питер Шинкода. Он и Сайракс проходят программу кибернетизации в секретной штаб-квартире Лин Куэй под руководством Кано. Персонаж играет второстепенную роль в комиксах Mortal Kombat X: Blood Ties (2015) от DC Comics, а также появляется в анимационном фильме Mortal Kombat Legends: Battle of the Realms (2021).

## Критика и отзывы
В 2011 году он вместе со Смоуком и Сайраксом занял первое место в списке «Самых смертоносных игровых машин» сайта Games Radar. Издание 411mania поставила Сектора на 9 место в списке 10 лучших персонажей Mortal Kombat, отметив, что это единственный кибер-ниндзя, который оставался верен своему клану. Сайт UGO поместил его на 26-е место в списке пятидесяти лучших персонажей серии от 2012 года.